# سعيد بونعيلات
محمد أجار، المعروف ب«سعيد بونعيلات» (إزربي، تافراوت 1920 - الدار البيضاء 25 أكتوبر 2017) كان مناضلا مغربيا ضد الاستعمار، عضوا مؤسسا في جيش التحرير، عضوا مؤسسا للاتحاد الوطني للقوات الشعبية، ورئيسا للمجلس الوطني لقدماء المقاومين وأعضاء جيش التحرير.
حكم على سعيد بونعيلات بالإعدام ثلاث مرات، آخرها بعد اختطافه سنة 1969 من إسبانيا إلى المغرب ليحاكم الحكم الثالث بالإعدام في أحداث سنة 1969-1970، وتعرض للاختطاف والتعذيب سنوات عديدة، سواء قبل الاستقلال أو بعده.

## حياته
ولد محمد أجار سنة 1920 بقرية بمنطقة أمانوز قرب مدينة تافراوت جنوب المغرب. عند بلوغه سن العاشرة انتقل إلى الدار البيضاء مع والده للعمل، حيث اشتغل في دكان لبيع «الشفنج»، قبل أن يتمكن من امتلاك شاحنة لنقل الخضر.
خلال مقامه في الدار البيضاء، بدأ أجار في الانخراط في صفوف حزب الاستقلال في بداية الأربعينيات (سنة 1944)، وشارك في عدة عمليات مسلحة لمقاومة الاستعمار الفرنسي في بداية الخمسينيات. كانت تلك الفترة هي التي اكتسب فيها اسمه الحركي الذي عرف به: «سعيد بونعيلات».
في السنوات الأولى للاستقلال، وبالضبط سنة 1963، اتهم بونعيلات وعدد من رفاقه في حزب الاتحاد الوطني للقوات الشعبية ب«التآمر ضد ولي العهد»، آنذاك الملك الراحل الحسن الثاني، وحكم عليه بالإعدام.
بعد إطلاق سراحه إثر عفو ملكي، غادر أجار المغرب إلى الجزائر، قبل أن يغادرها إلى إسبانيا بعد وصول بن بلة إلى الحكم، لكن سلطات مدريد سلمته للمغرب عام 1969، وهناك حكم عليه بالإعدام مجددا، ثم بقي في السجن سنوات قبل أن يتم الإفراج عنه سنة 1972.
انخرط بونعيلات بعد ذلك في مؤسسات تعنى بالمقاومين وجيش التحرير، حيث عيّن عضوا للمجلس الوطني للمقاومة في مارس 1973، قبل أن يصبح رئيسا لذات المجلس. بقي بونعيلات في ذلك المنصب حتى توفي سنة 2017.

## كتب حوله
سنة 2005، أصدرت مؤسسة محمد الزرقطوني للثقافة والأبحاث كتابا للصحفي عزيز الساطوري بعنوان: «سعيد بونعيلات: مسار مقاوم» هو عبارة عن حوار سيرة ذاتية مع سعيد بونعيلات، إلى جانب مجموعة من الشهادات لعدد من المقاومين الذين عاشوا تجربته عن قرب، أمثال عبد الرحمن اليوسفي ومحمد بن سعيد أيت إيدر والغالي العراقي وغيرهم.